# Falanghina
Falanghina Flegrea ist eine Weißweinsorte, die wahrscheinlich griechischen Ursprungs (Samniten) ist. Sie verdankt ihren Namen dem antiken Weinbausystem phalange, d. h. griechisch „am Baumstamm“ oder „am Pfahl“ (gr.: φάλαγξ, phālanx; pl. φάλαγγες, phālanges für  „Baumstamm“, „Pfahl“). Möglicherweise ist sie ein Nachkomme der antiken Sorte Aminea, die für die weiße Variante des berühmten Falerner im antiken Rom verwendet wurde. Den frühesten sicheren Beleg liefert eine Abhandlung aus dem Jahr 1825. Empfohlen ist ihr Anbau in den Regionen Kampanien und Abruzzen, zugelassen ist ihr Anbau auf der Insel Sardinien. Im Jahr 1999 wurde eine bestockte Rebfläche von 833 Hektar erhoben. 2016 lag die bestockte Rebfläche in Italien (und damit weltweit) bei nur noch 323 ha, hauptsächlich in Kampanien.
Die spät reifende Falanghina (ca. 2. Septemberhälfte) wird vor allem in der italienischen Region Kampanien in der Nähe von Neapel kultiviert, wo sie zum Beispiel in den DOC-Weißweinen Capri, Campi Flegrei, Costa d’Amalfi, Falanghina del Sannio, Falerno del Massico, Galluccio, Guardiolo, Penisola Sorrentina, Sannio, Sant’Agata de’ Goti, Solopaca, Taburno und Vesuvio verwendet wird. Sie braucht ein warmes und trockenes Klima. Die Weinbeere ist klein, rundlich, graugelblich, mit bereifter Schale und festem, süßsäuerlichem Fruchtfleisch. Durch moderne Kellertechnik kann das Aroma der Beeren besser erhalten werden.
Im Rahmen der Kampagne zu Gunsten der Wiederentdeckung und Aufwertung der herkömmlichen und regionalen Rebsorten erlebt Falanghina eine kleine Renaissance. Zu Ehren der Falanghina findet alljährlich Ende September im Städtchen Sant’Agata de’ Goti eine „Rassegna regionale“, ein regionales Weinfest statt.
Siehe auch den Artikel Weinbau in Italien sowie die Liste von Rebsorten.

## Synonyme
Die Rebsorte ist auch unter diesen 18 Namen bekannt: Biancazita, Biancozita, Biancuzita, Falanchina, Falanchina Bianca, Falanghina, Falanghina Campi Flegrei, Falanghina Pigna Piccola, Falanghina Verace, Falenghina, Falernina, Falerno Veronese, Fallanchina, Fallanghina, Folanghina, Montecalvo, Montellese, Uva Falerna.